# Katarzyna Kobrová
Katarzyna Kobrová, nepřechýleně Katarzyna Kobro (26. ledna 1898, Moskva – 21. února 1951, Lodž) byla polsko-ruská sochařka.

## Život
Narodila se v Rusku, její otec byl baltský Němec (s kořeny v Lotyšsku), matka Ruska. Vyrůstala v Polsku, ale kvůli bojům první světové války musela odejít znovu na území rodného Ruska. Zde, kolem roku 1916, potkala polského malíře Władysława Strzemińského, kterého si v roce 1920 vzala. V letech 1917–1920 vystudovala na Akademii výtvarných umění v Moskvě. V Moskvě se také dostala do kontaktu s levicovými avantgardními umělci jako byl Kazimir Malevič a El Lisickij, jejichž suprematismus ji silně ovlivnil, stejně jako konstruktivismus dalšího z jejích tehdejších přátel, Alexandra Rodčenka. V roce 1920 vytvořila první sochu Tos 75 - Struktura, která se ovšem nedochovala, jako ostatně většina jejího díla.
V roce 1921 Kobrová i s manželem odešli do Pobaltí (tehdy polského), žili u svých příbuzných ve Vilniusu a v Rize. Později se přesunuli do Varšavy, kde se oba připojili k avantgardní umělecké skupině Blok (Mieczysław Szczuka, Teresa Żarnoverová ad.). Skupinu opustili oba roku 1924, v roce 1926 se stali členy skupiny Praesens, která byla hodně architektonická. Na její výstavě v roce 1926 také Katarzyna prvně prezentovala své sochy veřejnosti. Pak vstoupili do skupiny A.R.
Poté se přestěhovali do Lodže a začali se více věnovat estetické teorii, což vyústilo v jejich společnou knihu Kompozycja przestrzeni. Obliczenia rytmu czasoprzestrzennego, jež vyšla roku 1931. Roku 1936 jako jedna z prvních podepsala "manifest dimensionismu", který sepsal maďarský básník Charles Sirato. Manžel naopak podpis nepřipojil.
Roku 1936 se jim ovšem také narodila dcera Nina, jež byla často nemocná, takže péče o ni Katarzynu donutila načas přestat tvořit. Po vypuknutí druhé světové války byla rodina Srzemińských donucena opustit svůj byt v Lodži a skrývat se pod poruštěnou identitou. Strzemiński i Kobrová se tehdy přihlásili k ruské národnosti. Po válce byl Strzemiński rehabilitován, zatímco Kobrová byla odsouzena k šesti měsíců vězení, nakonec však byl rozsudek zrušen.
Po válce se nakrátko vrátila k sochařství a plastice, ovšem v roce 1951 jako vcelku neznámá umělkyně zemřela na rakovinu dělohy. Teprve po smrti byla objevena a doceněna.